# Ciorăști
Ciorăști est une commune du județ de Vrancea en Roumanie.